# Mayschoß

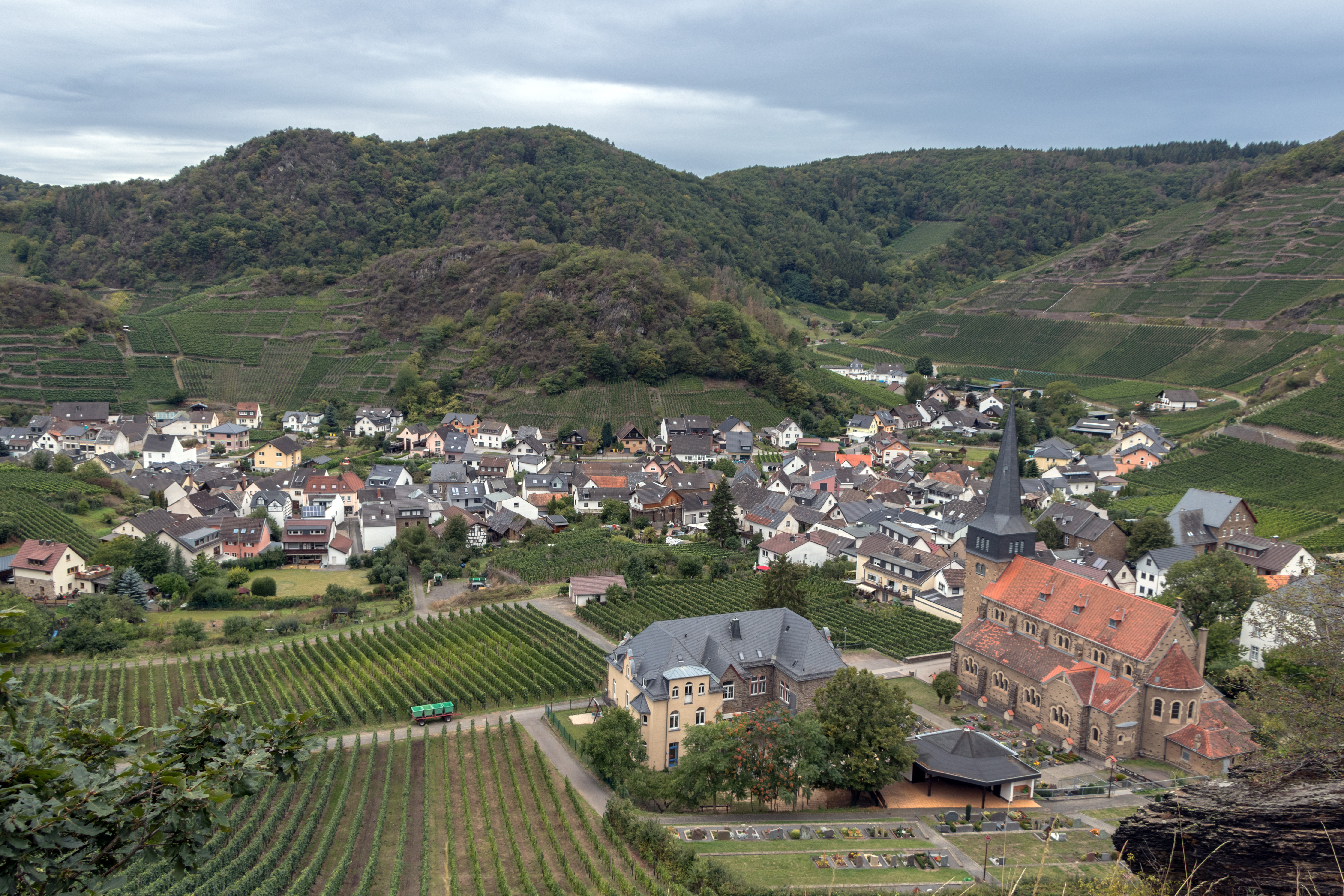
Ortsansicht von Mayschoß, 2019

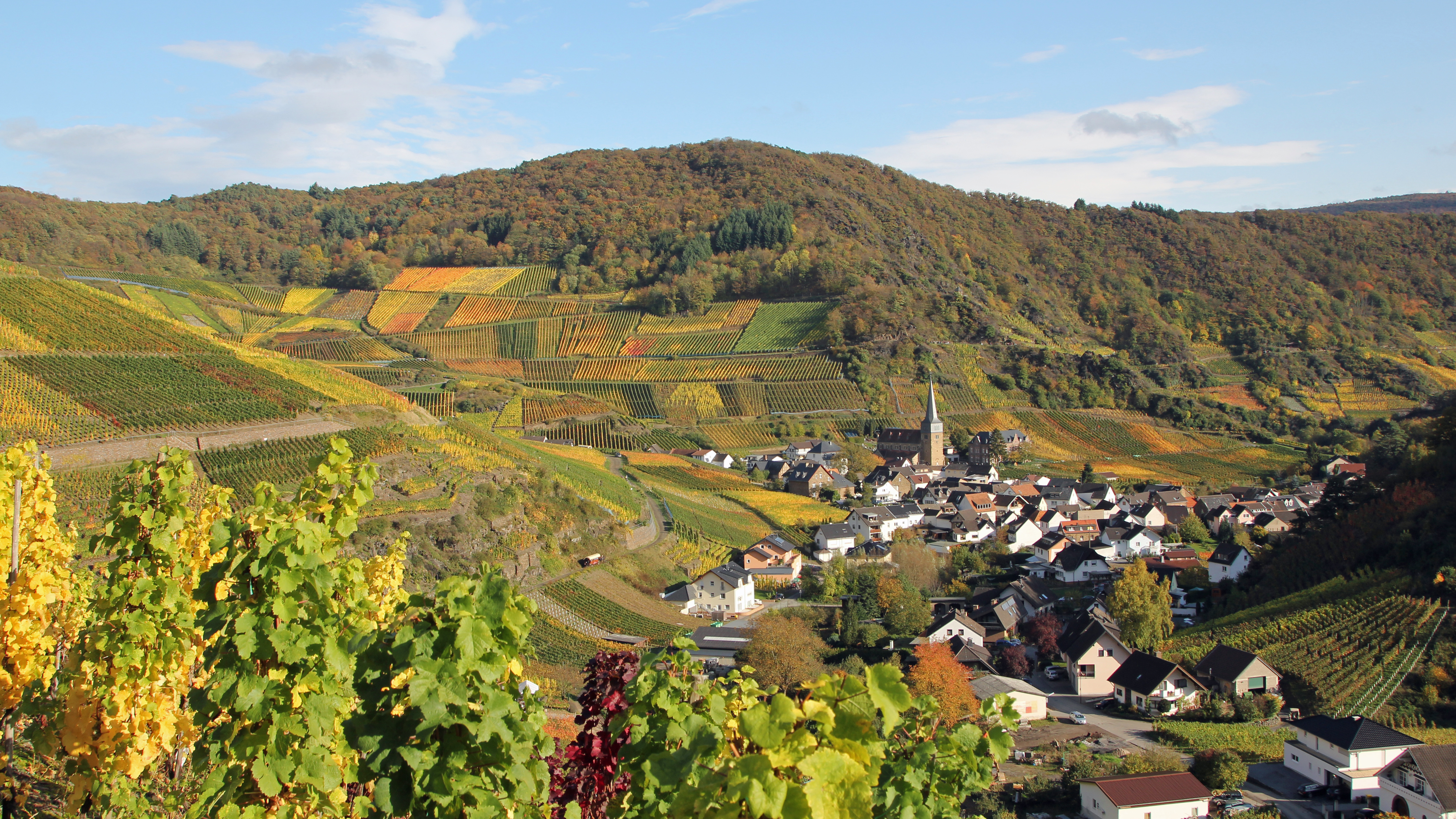
Blick vom Rotweinwanderweg auf Mayschoß

Mayschoß [ˈmaɪ̯ʃɔs] (auch Mayschoss geschrieben) ist eine Ortsgemeinde im Landkreis Ahrweiler in Rheinland-Pfalz. Sie gehört der Verbandsgemeinde Altenahr an.

## Geographie
Mayschoß liegt im unteren Ahrtal, etwa 35 Kilometer südwestlich von Bonn am Rande des Ahrgebirges.
Zur Ortsgemeinde gehört der westlich gelegene Ortsteil Laach, der eine zweistellige Einwohnerzahl hat, sowie die Wohnplätze Bahnhof Mayschoß, Bergischer Hof und Lochmühle.
Nachbarorte von Mayschoß sind die Ortsgemeinden Dernau im Nordosten, Rech im Südosten, Kesseling im Süden, Ahrbrück im Südwesten und Altenahr im Westen.

## Geschichte

### Ortsgeschichte
Mayschoß wurde 1106 erstmals urkundlich erwähnt unter dem Namen Meinscozen. Es gehörte bis Ende des 18. Jahrhunderts, zuletzt gemeinsam mit Laach und der Ruine Saffenburg zur reichsunmittelbaren Herrschaft Saffenburg, die Gemarkung Mayschoß umfasste eine Fläche von 567 Hektar.
Die Inbesitznahme des Linken Rheinufers durch französische Revolutionstruppen beendete die alte Ordnung. Der Ort wurde von 1798 bis 1814 Teil der Französischen Republik (bis 1804) und anschließend des Französischen Kaiserreichs. Er wurde Sitz einer Mairie, die dem Kanton Ahrweiler des Arrondissements Bonn im Rhein-Mosel-Departement zugeordnet war. Nach der Niederlage Napoleons kam Mayschoß aufgrund der 1815 auf dem Wiener Kongress getroffenen Vereinbarungen zum Königreich Preußen und wurde dem Kreis Ahrweiler des Regierungsbezirks Koblenz zugeschlagen, der 1822 Teil der neu gebildeten preußischen Rheinprovinz wurde.
Als Folge des Ersten Weltkriegs war die gesamte Region dem französischen Abschnitt der Alliierten Rheinlandbesetzung zugeordnet. Nach dem Zweiten Weltkrieg wurde Mayschoß innerhalb der französischen Besatzungszone Teil des damals neu gebildeten Landes Rheinland-Pfalz.
Durch ein Hochwasser im Sommer 2021 wurde das Zentrum von Mayschoß verwüstet. Die Bundesstraße 267 und die Strecke der Ahrtalbahn wurden durch die Wassermassen zerstört. Der Ort war nur noch von Norden her (Kalenborn oder Alteheck) über Feld- und Waldwege erreichbar. Früher wurden durch zahlreiche Ahr-Hochwässer, auch vom 1804 und 1910, Teile von Mayschoß zerstört.

### Bevölkerungsentwicklung
Die Entwicklung der Einwohnerzahl von Mayschoß, die Werte von 1871 bis 1987 beruhen auf Volkszählungen:
| Jahr | Einwohner |
| ---- | --------- |
| 1815 | 718       |
| 1835 | 793       |
| 1871 | 719       |
| 1905 | 912       |
| 1939 | 1.032     |
| 1950 | 1.044     |
| 1961 | 1.045     |

| Jahr | Einwohner |
| ---- | --------- |
| 1970 | 1.008     |
| 1987 | 966       |
| 1997 | 1.057     |
| 2005 | 981       |
| 2011 | 901       |
| 2017 | 914       |
| 2023 | 765       |

## Politik

### Bürgermeister
Frank-Wolfgang Auvera wurde am 23. Januar 2023 Ortsbürgermeister von Mayschoß. Mit seiner Wahl durch den Ortsgemeinderat endete eine fast 16-monatige Vakanz. Während dieser Zeit führten der Erste Beigeordnete Hartwig Baltes und die weiteren Beigeordneten übergangsweise die Amtsgeschäfte. Auvera wurde im Juni 2024 wiedergewählt.
Auveras Vorgänger Hubertus Kunz (CDU) hatte das Amt am 1. September 2016 erneut übernommen, nachdem er es bereits von 1989 bis 2009 ausgeübt hatte. Bei der Direktwahl am 26. Mai 2019 wurde er mit einem Stimmenanteil von 66,99 % für weitere fünf Jahre in seinem Amt bestätigt. Im März 2021 kündigte er jedoch an, sein Amt vorzeitig zum 30. September 2021 alters- und gesundheitsbedingt niederzulegen. Zwischenzeitlich war Hans-Ulrich Jonas (CDU) von 2009 bis zu seiner Amtsniederlegung aus persönlichen Gründen zum 31. August 2016 Ortsbürgermeister der Gemeinde.

## Kultur und Sehenswürdigkeiten

### Bauwerke

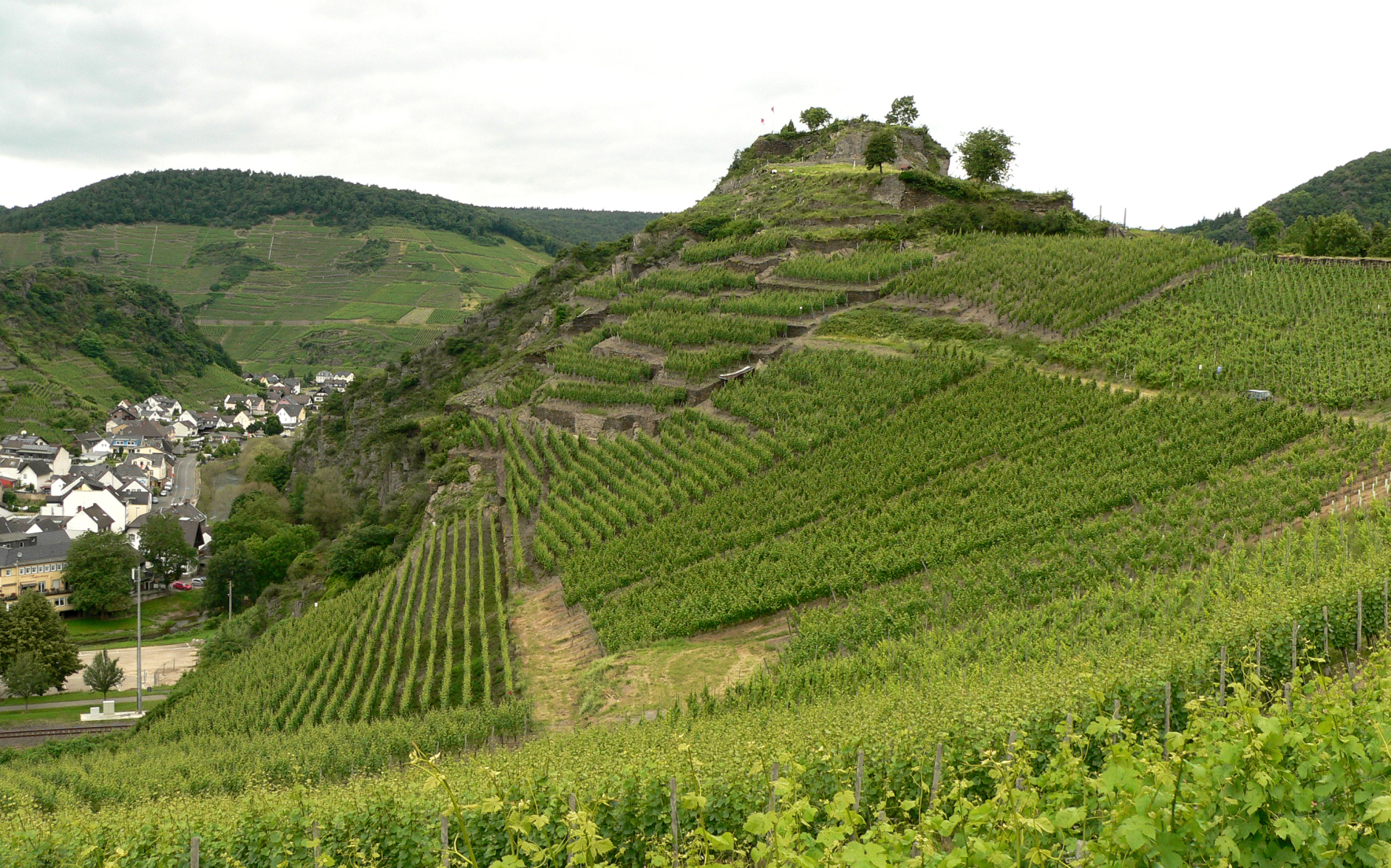
Burgruine Saffenburg (2016)

- Historischer Weinkeller und Weinbaumuseum
- Burgruine Saffenburg
- Pfarrkirche St. Nikolaus und St. Rochus
- Die im Jahre 1868 gegründete und somit älteste Winzergenossenschaft Deutschlands mit ihrem berühmten Weinkeller.
- St.-Anna-Brücke im Ortsteil Laach, erbaut im Winter 2004/2005. Es handelte sich um die größte Ganzstammbrücke Deutschlands. Sie wurde beim Hochwasser 2021 vollständig zerstört.[19]

Siehe auch:
- Liste der Kulturdenkmäler in Mayschoß
- Liste der Naturdenkmale in Mayschoß

### Sport
Mayschoß war Austragungsort der Rallye Köln-Ahrweiler, die seit 1971 rund um den Weinort veranstaltet wurde.
Nachdem während der Corona-Jahre keine Veranstaltungen stattfinden durften und durch die Flutkatastrophe vom Sommer 2021 sämtliche Infrastruktur zerstört wurde, findet die Veranstaltung seit November 2022 am Nürburgring statt.

### Trivia
Mayschoß war in den Jahren 2014 und 2015 Drehort der Fernsehserie Weinberg des Senders TNT Serie. In der Serie heißt der Ort Kaltenzell.

## Wirtschaft und Infrastruktur
Haupteinnahmequellen in der Gemeinde sind Weinbau und Tourismus. Es gibt zahlreiche Hotels, Gaststätten, Pensionen und Straußwirtschaften. Fast alle Einwohner haben direkt oder indirekt mit dem Weinbau zu tun. Es gibt aber nur noch wenige Haupterwerbswinzer. Der größte Teil sind der Winzergenossenschaft angeschlossene Nebenerwerbswinzer.

### Weinbau

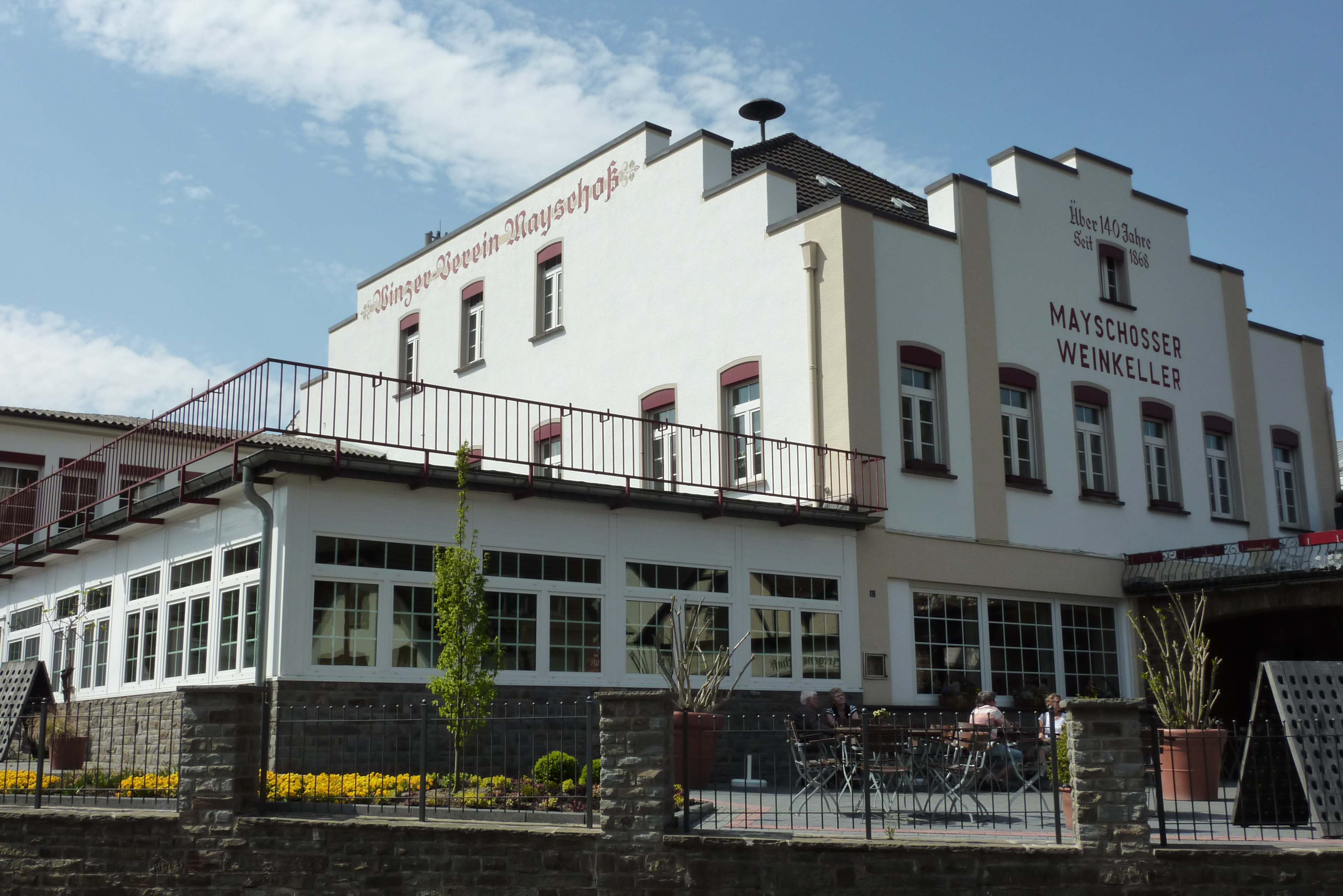
Winzergenossenschaft

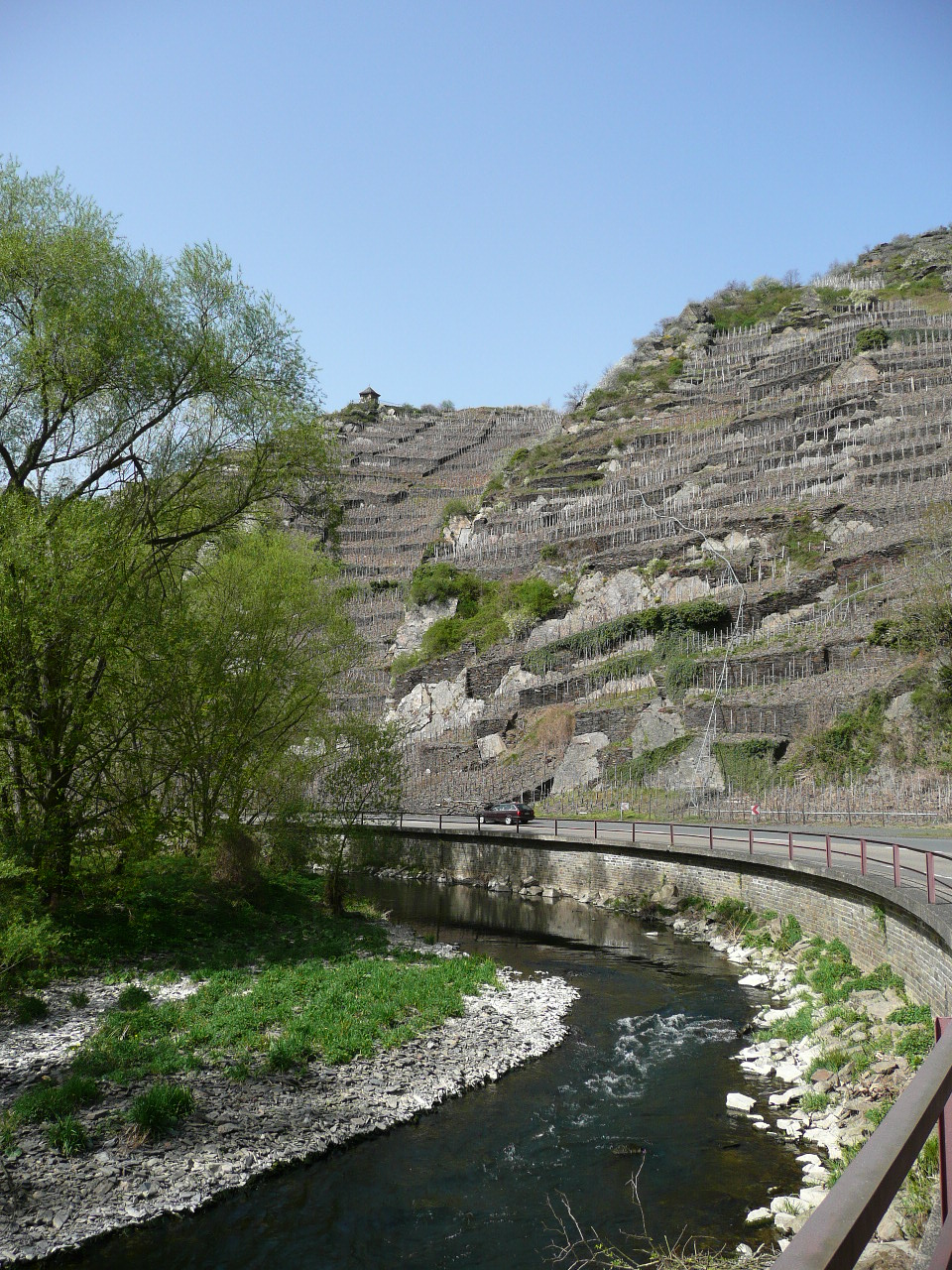
Steile Felsen – Weinbau über der Ahr

Mayschoß gehört zum Weinbaubereich Walporzheim im Anbaugebiet Ahr. Im Ort sind 59 Weinbaubetriebe tätig, die bestockte Rebfläche beträgt 103 Hektar. Etwa 70 % des angebauten Weins sind Rotweinrebsorten (Stand 2010). Im Jahre 1979 waren noch 89 Betriebe tätig, die damalige Rebfläche betrug 91 Hektar.
In Mayschoß ist die älteste, derzeit noch bestehende Winzergenossenschaft der Welt ansässig. Die Winzergenossenschaft Mayschoß-Altenahr wurde im Jahr 1868 als Winzerverein gegründet, der 1869 in eine Genossenschaft mit 18 Mitgliedern umgewandelt wurde. Mittlerweile gehören ihr über 400 Mitglieder aus den Orten Mayschoß, Altenahr und Walporzheim an. Die bearbeitete Rebfläche beträgt rund 150 ha, wovon rund 80 % auf rote Rebsorten und 20 % auf weiße Rebsorten entfallen. Die Hauptrebsorte ist der Spätburgunder gefolgt von Riesling. In kleinen Mengen werden Frühburgunder, Blauer Portugieser, Domina, Regent (rot), und Weißburgunder, Müller-Thurgau, Kerner (weiß) angebaut.
Weinlagen
- Burgberg
- Laacherberg
- Mönchberg

Diese Einzellagen gehören zur Großlage Klosterberg.

### Verkehr

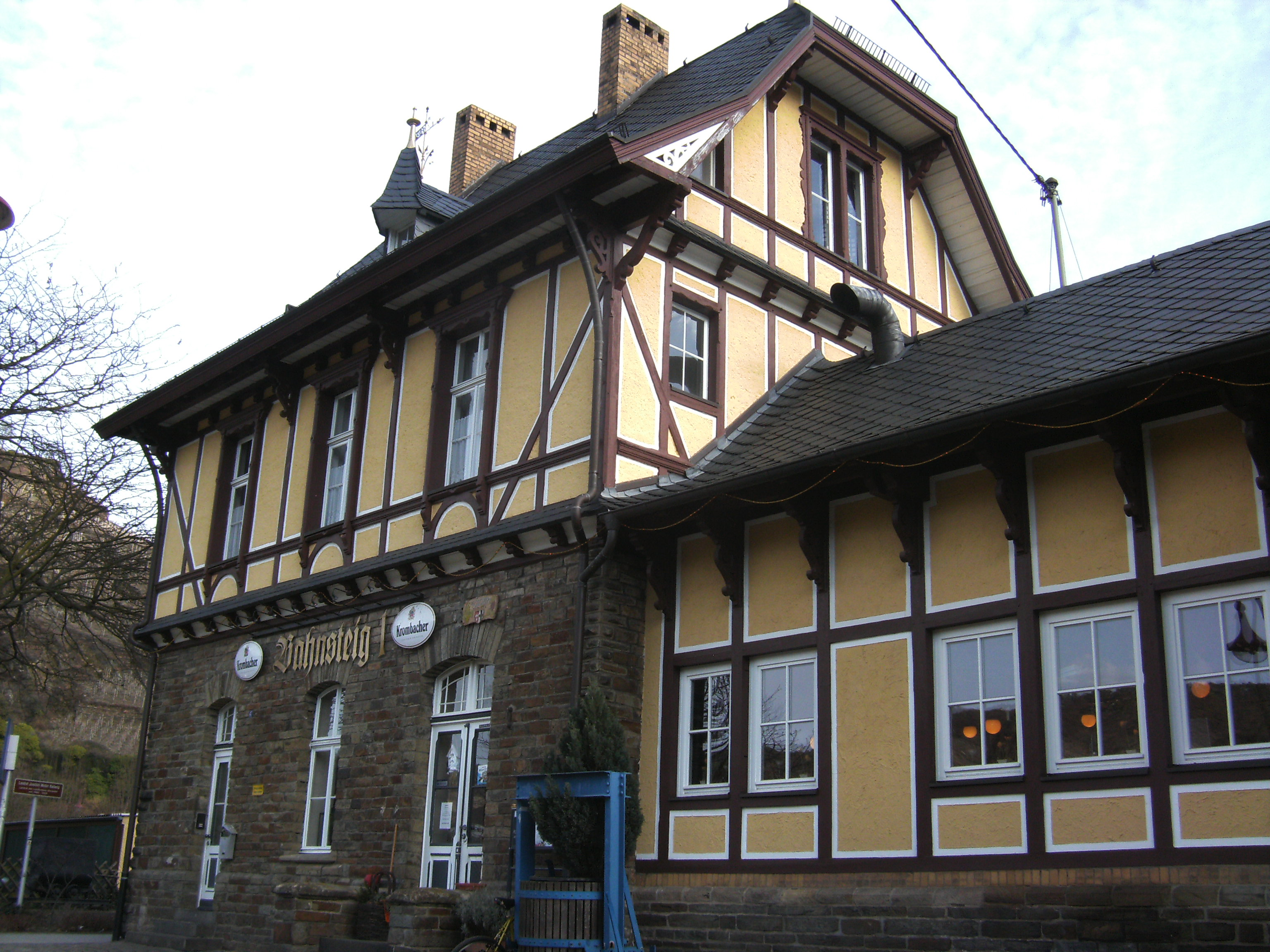
Bahnhofsgebäude an der Ahrtalbahn

Der Haltepunkt Mayschoß liegt an der Ahrtalbahn (KBS 477) Remagen – Ahrbrück, auf der im Personennahverkehr die „Rhein-Ahr-Bahn“ (RB 30) verkehrt. Für den öffentlichen Personennahverkehr auf der RB 30 gilt sowohl der Tarif des Verkehrsverbundes Rhein-Mosel (VRM) als auch des regionalen Verkehrsverbundes Rhein-Sieg (VRS), für Fahrten in ganz Nordrhein-Westfalen auch der NRW-Tarif. Durchgeführt wird der Schienenpersonennahverkehr (SPNV) von der DB Regio NRW, die für die RB 30 Dieseltriebwagen der DB-Baureihe 643 für Geschwindigkeiten bis zu 120 km/h einsetzt.
| Linie | Verlauf | Takt   |
| ----- | --- | ------ |
| RB 30 | Rhein-Ahr-Bahn: Bonn Hbf – Bonn UN Campus – Bonn-Bad Godesberg – Bonn-Mehlem – Oberwinter – Remagen – Bad Bodendorf – Heimersheim – Bad Neuenahr – Ahrweiler – Ahrweiler Markt – Walporzheim (– Dernau – Rech – Mayschoß – Altenahr – Kreuzberg (Ahr) – Ahrbrück) bis Ende 2025 wegen Hochwasserschäden nur bis Walporzheim, der weitere Streckenverlauf bis Ahrbrück ist seit Juli 2021 nicht mehr befahrbar Stand: Fahrplanwechsel Dezember 2021 | 60 min |

Mayschoß liegt an der Bundesstraße 267, die den Ort entlang der Ahr durchquert und die beste Straßenverbindung zu den Nachbarorten darstellt.
Unmittelbar nach der Hochwasserkatastrophe im Sommer 2021 wurde eine asphaltierte Straße Richtung Kalenborner Höhe gebaut, da Mayschoß über die Bundesstraße 267 nicht erreichbar war.

### Tourismus

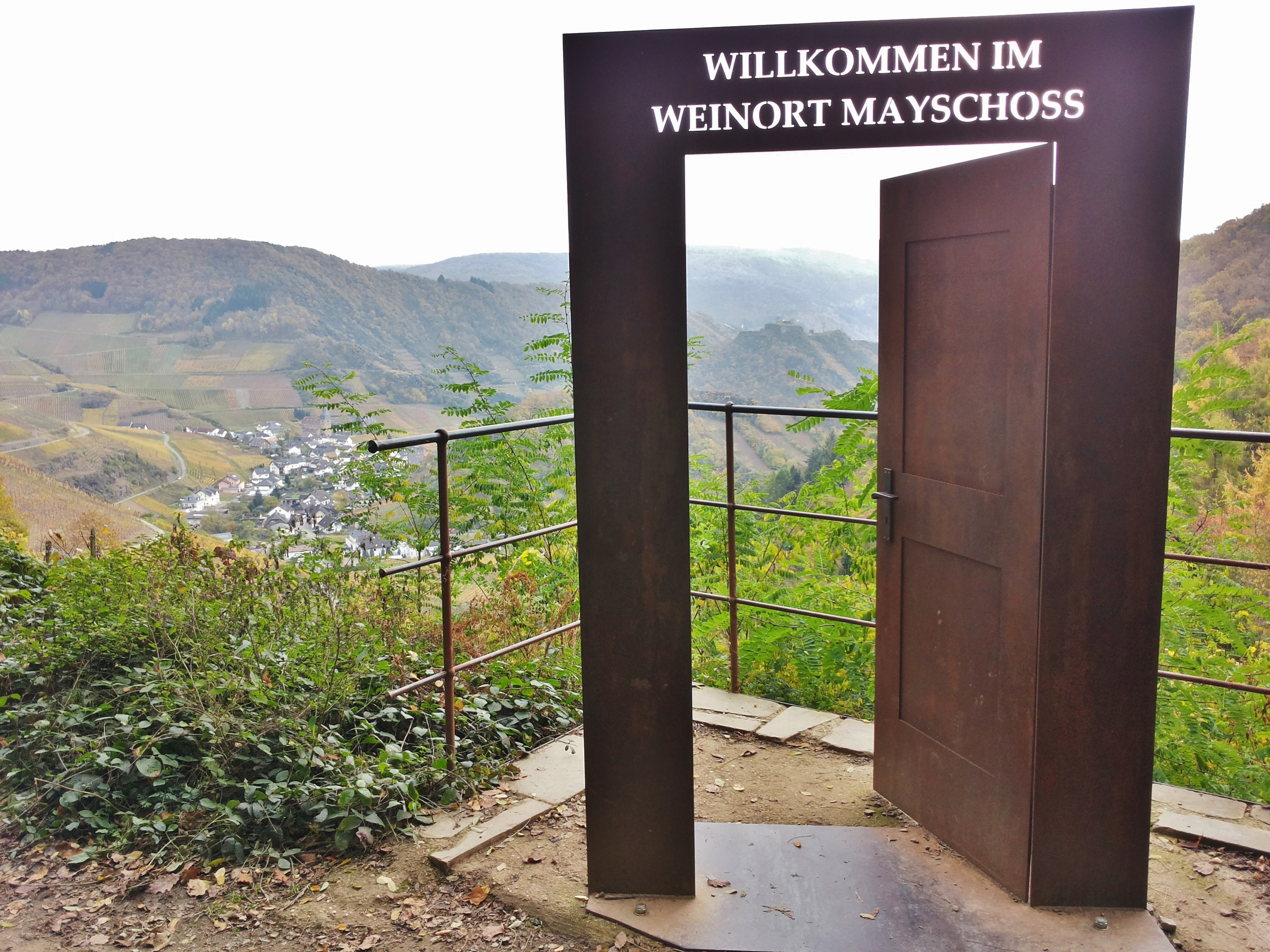
Blick vom Rotweinwanderweg auf Mayschoß

- Der Ahr-Radweg, der Ahrsteig und der Rotweinwanderweg führen durch die Gemarkung Mayschoß.
- Wanderziele sind u. a. die Saffenburg und die Berghütte Akropolis.[23]

## Mit Mayschoß verbundene Persönlichkeiten
- Josef Poppelreuter (1867–1919), Archäologie und Kunsthistoriker, geboren in Laach
- Ernst Burkardt (1928–2014), deutscher Klassischer Philologe, lebte ab 1990 in Mayschoß

## Gemeindepartnerschaft
Seit 2004 besteht eine Partnerschaft mit der spanischen Gemeinde San Jorge in der Provinz Castellón zugehörig zur Valencianischen Gemeinschaft.